# 솔잎란속
솔잎란속(학명: Psilotum 프실로툼[*])은 고사리를 닮은 관다발식물의 일종이다. 솔잎란과에 속하는 두 속 중 하나이며, 다른 하나는 트메시프테리스속(Tmesipteris)이다. 두 속에 속하는 식물들은 한 때 가장 초기에 살아남은 관다발식물에서 내려온 것으로 여겨졌으나, 좀 더 근래의 계통도에서는 이들을고사리삼목의 자매군으로서 원시 양치류로 분류시킨다. 진정한 뿌리가 없으며, 잎은 매우 작고, 줄기는 광합성 및 이를 수행하는 조직을 함유한다. 솔잎란속에는 두 종만이 있으며, 두 종 간에 교잡종이 존재한다. 삼열편 형태의 소포자낭과 가지가 많은 줄기가 있는 트메시프테리스속과는 차이가 있다.

## 특징과 생활환
솔잎란속은 진정뿌리가 없으나 기는 뿌리줄기로 지상에 단단히 고정되어 있다. 줄기에 관다발이 없고 작은 잎처럼 생긴 엽상돌기가 쌍을 이루어 가지에 붙어있으며, 가지가 많이 달린다. 엽상돌기 위로 세 개의 포자낭이 유합되어 형성된 소포자약(synangium)이 달리며, 포자를 생산한다. 소포자약이 익으면 길이 2mm 이하의 배우체로 발달하는 노란색 또는 다소 흰색의 포자를 방출한다. 배우자체는 균이종영양생물로서 지하에 서식하며, 탄소와 다른 영양소가 들어가는데 균근망을 이용한다. 배우자체가 성숙해지면, 장란과 장정세포를 전부 생성하는 단성체가 된다. 정자는 여러 개의 편모를 사용해 헤엄치며, 정자가 난자에 도착해 서로 결합하면 미숙한 포자체를 형성한다. 성숙한 포자체는 30cm 높이 이상 자랄 수 있으나 명확한 잎은 없다. 줄기는 물과 영양분의 흐름을 조절하는 내배엽으로 둘러싸인 2차 세포벽을 두른 원생 중심주가 중앙에 놓여있다. 줄기 표면은 주변과 가스교환을 하는 기공으로 덮여있다.
솔잎란의 배우체는 가지가 이분되고 땅 속에 서식하며 관다발 조직이 있다는 점에서 특이히다. 배우체의 영양분은 내생균류의 도움을 받는 균이종영양체로 나타난다.

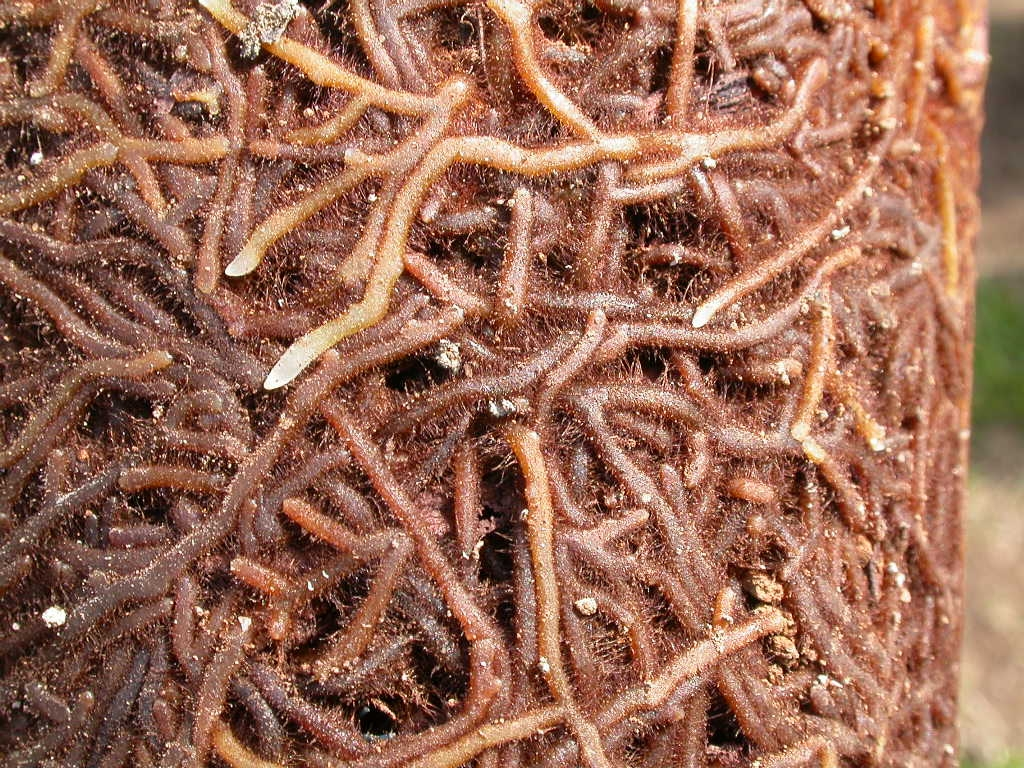
솔잎란의 뿌리줄기
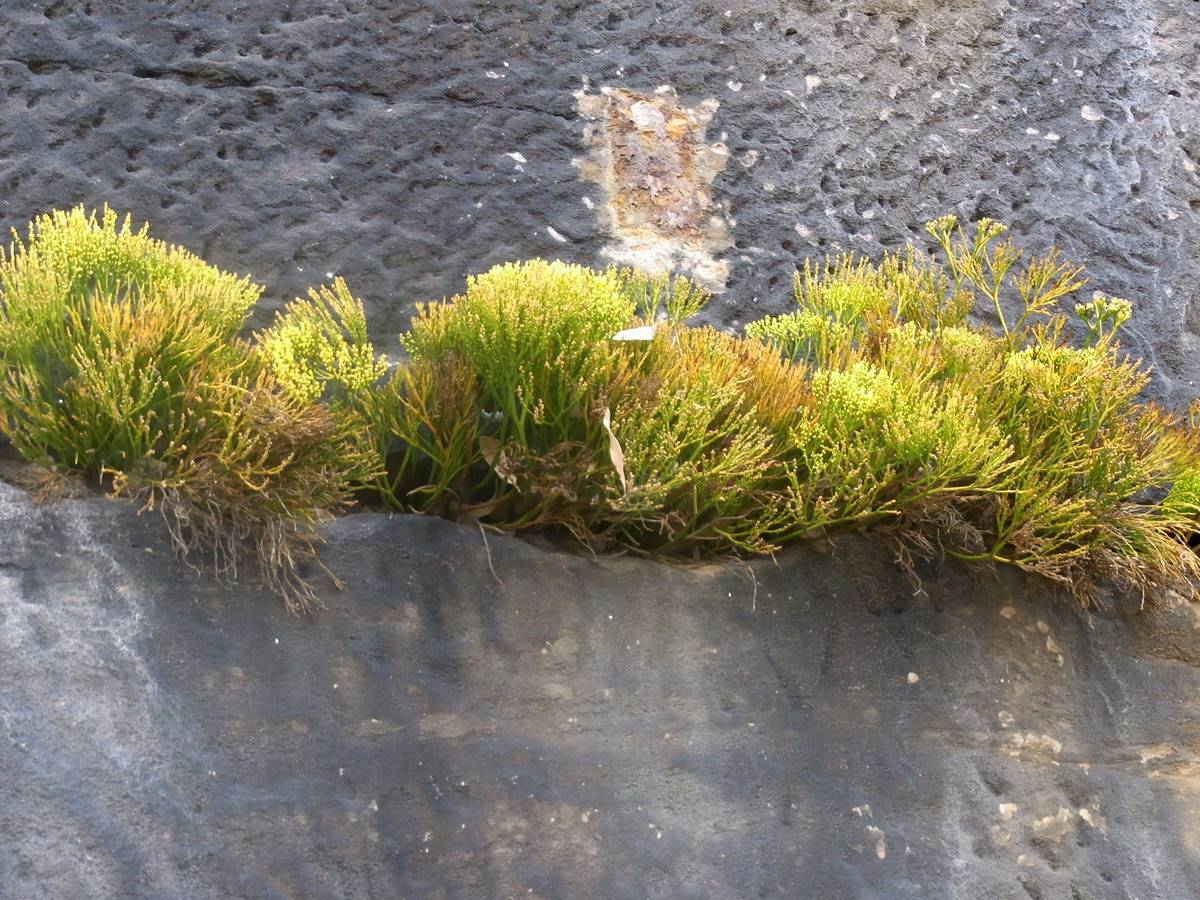
솔잎란 군집
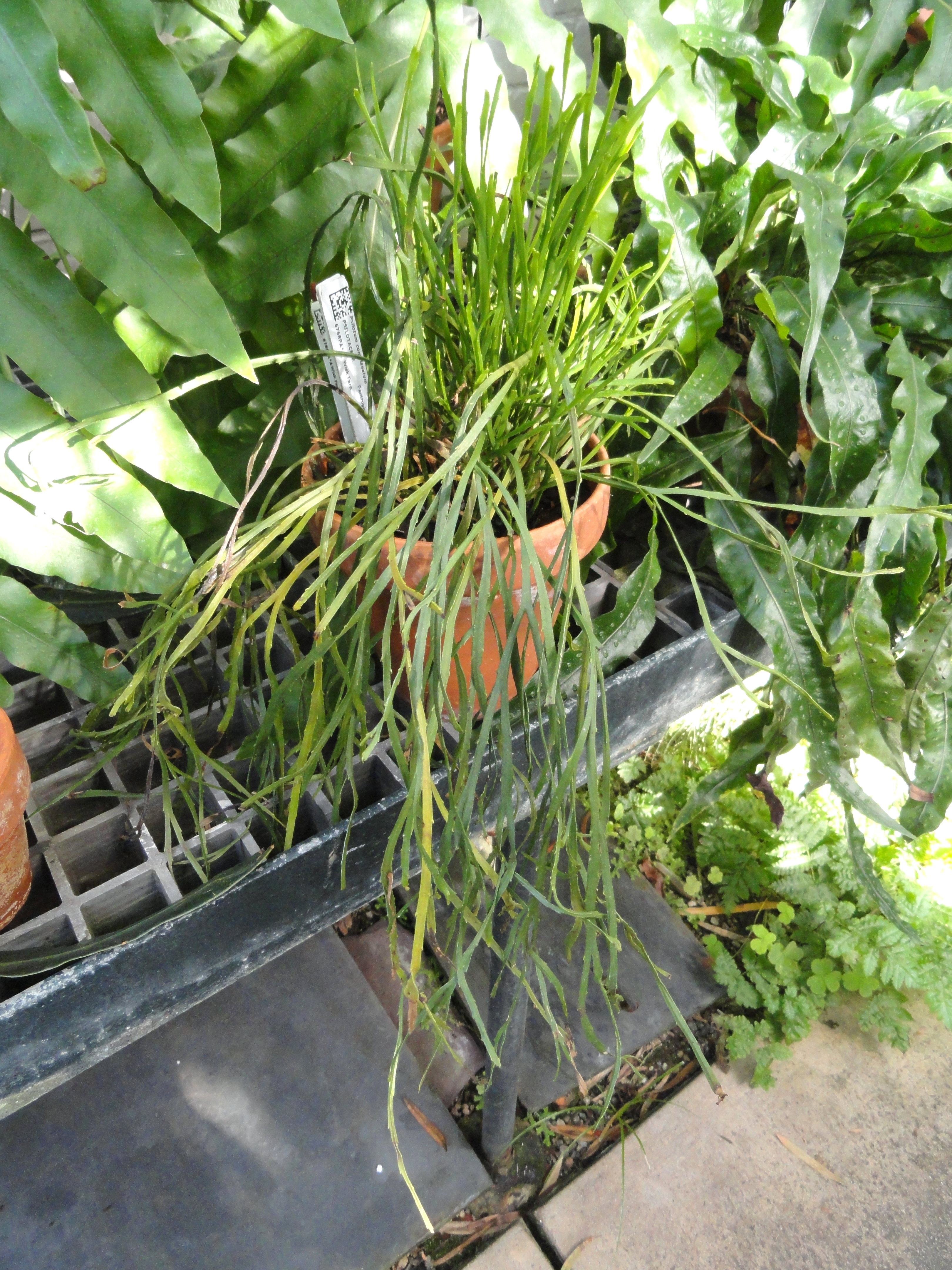
P. complanatum